# Општина Реметеа (Харгита)
Реметеа (рум. Remetea) општина је у Румунији у округу Харгита.
Oпштина се налази на надморској висини од 754 m.